# Barranco del Nano
Barranco del Nano este o arie protejată (arie specială de conservare — SAC, sit de importanță comunitară — SCI) din Spania întinsă pe o suprafață de 41,5 ha, integral pe uscat.

## Localizare
Centrul sitului Barranco del Nano este situat la coordonatele 35°18′35″N 2°57′40″W / 35.3097°N 2.9611°V.

## Înființare
Situl Barranco del Nano a fost declarat sit de importanță comunitară în aprilie 2002 pentru a proteja 1 specie de plante și 57 de specii de animale. Situl a fost protejat și ca arie specială de conservare în februarie 2013.

## Biodiversitate
Situată în ecoregiunea mediteraneană, aria protejată conține 4 habitate naturale: Păduri de pin mediteraneene cu pini mezogeni endemici, Tufărișuri termo-mediteraneene și de pre-deșert, Păduri de Tetraclinis articulata, Păduri de Olea și Ceratonia.
La baza desemnării sitului se află mai multe specii protejate:
- plante (1): Helianthemum caput-felis
- păsări (55): uliu porumbar (Accipiter gentilis), uliu păsărar (Accipiter nisus), Alectoris barbara, fâsă de luncă (Anthus pratensis), fâsă de pădure (Anthus spinoletta), fâsă de pădure (Anthus trivialis), Apus pallidus, Bucanetes githagineus, șorecarul comun (Buteo buteo), șorecar mare (Buteo rufinus), caprimulg (Caprimulgus europaeus), măcăleandru roșcat (Cercotrichas galactotes), Chersophilus duponti, barză neagră (Ciconia nigra), șerpar (Circaetus gallicus), erete cenușiu (Circus pygargus), dumbrăveancă (Coracias garrulus), cuc (Cuculus canorus), lăstun de casă (Delichon urbica), Falco biarmicus, Falco naumanni, șoim călător (Falco peregrinus), șoimul rândunelelor (Falco subbuteo), muscar negru (Ficedula hypoleuca), vulturul pleșuv sur (Gyps fulvus), Hieraaetus fasciatus, acvilă pitică (Hieraaetus pennatus), Hippolais polyglotta, rândunică roșcată (Hirundo daurica), rândunică (Hirundo rustica), Iduna pallida, capîntortură (Jynx torquilla), sfrâncioc cu cap roșu (Lanius senator), privighetoare (Luscinia megarhynchos), prigoare (Merops apiaster), gaia neagră (Milvus migrans), codobatură galbenă (Motacilla alba), codobatură de munte (Motacilla cinerea), codobatura galbenă (Motacilla flava), muscar sur (Muscicapa striata), vultur egiptean (Neophron percnopterus), pietrar mediteranean (Oenanthe hispanica), Oenanthe leucura, pietrar sur (Oenanthe oenanthe), viespar (Pernis apivorus), codroșul de pădure (Phoenicurus phoenicurus), pitulice de munte (Phylloscopus collybita), pitulice sfârâitoare (Phylloscopus sibilatrix), pitulice-fluierătoare (Phylloscopus trochilus), mărăcinar (Saxicola rubetra), silvie roșcată (Sylvia cantillans), Sylvia hortensis, silvie de tufiș (Sylvia undata), pupăză (Upupa epops), nagâț (Vanellus vanellus)
- mamifere (1): liliacul mare cu potcoavă (Rhinolophus ferrumequinum)
- reptile (1): Testudo graeca

Pe lângă speciile protejate, pe teritoriul sitului au mai fost identificate 17 specii de plante, 14 specii de păsări, 1 specie de amfibieni, 2 specii de mamifere, 52 de specii de nevertebrate, 7 specii de reptile.